# Edgar Härtel

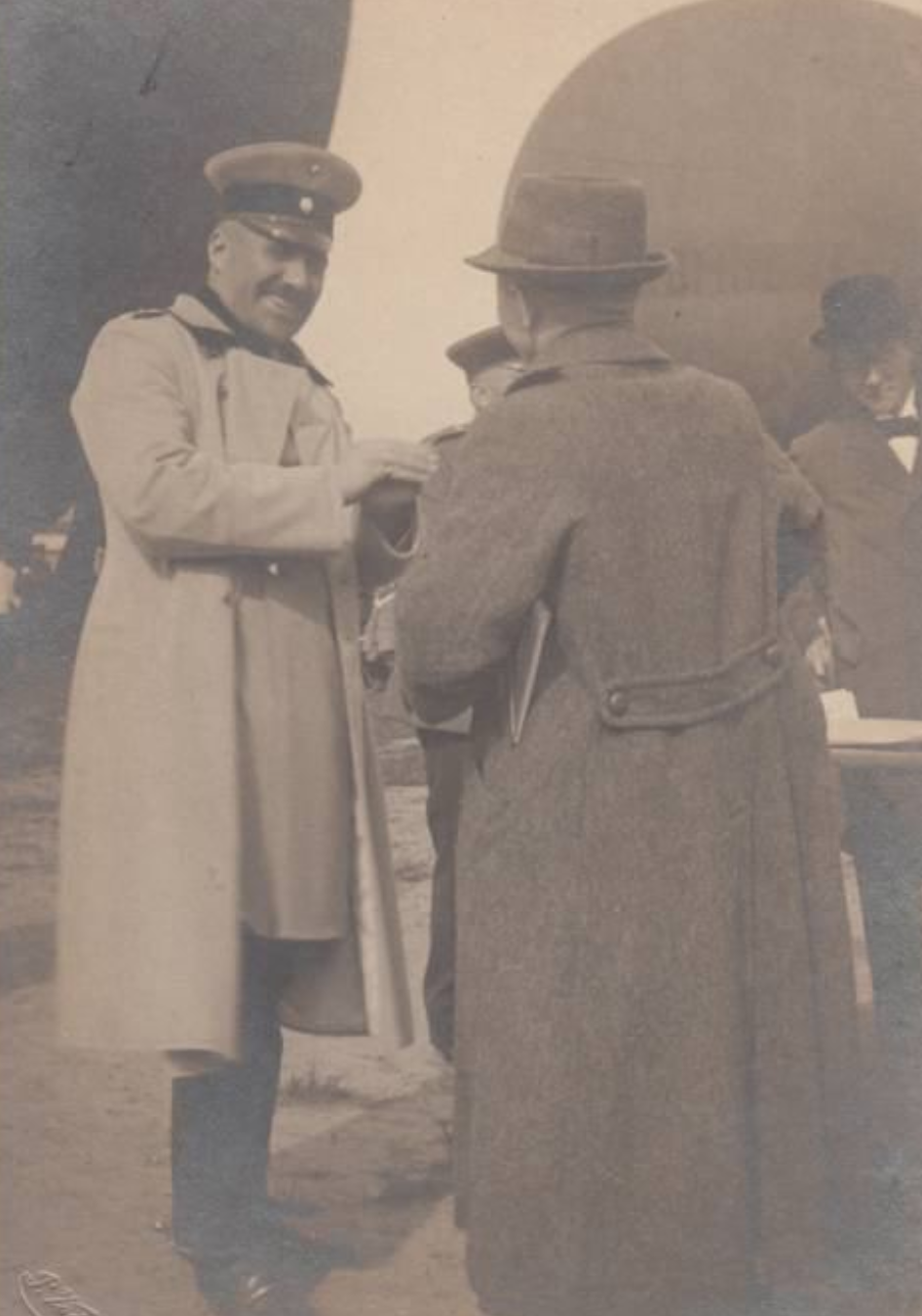
Edgar Härtel im Jahr 1913

Edgar Alexander Härtel (* 7. Januar 1872 in Dresden; † 27. Oktober 1915 in Leipzig) war ein sächsischer Offizier, Fotograf und Autor. Er war der erste Deutsche, der für seine Leistungen auf dem Gebiet der Ballonfotografie in Paris ausgezeichnet wurde.

## Leben
Er war der Sohn des Ingenieurs Edgar Alexander Härtel aus Dresden, schlug nach seiner Schulausbildung eine Militärkarriere ein. Er trat so 1890 in die 4. Batterie des 3. Königlich sächsischen Feldartillerie-Regiments Nr. 32 ein und wurde nach Beförderung zum Leutnant in die 2. Batterie des Regiments versetzt. Er wurde Hauptmann in einem in Leipzig-Gohlis stationierten Trainbataillon. Als solcher erwarb er sich als Luftschiffer und Ballonfahrer bleibende Verdienste und wurde am 1. Oktober 1913 zum Major unter gleichzeitiger Verwendung beim Stab des 2. Train-Bataillons Nr. 19 befördert. Er war einer der ersten deutschen Fotografen, der Luftaufnahmen aus Ballons und Flugzeugen anfertigte. Während diese zunächst nur für militärische Zwecke gedacht waren, wurde ein Teil seiner Luftaufnahmen als Postkarten in großer Auflage verlegt und fanden dadurch eine große Verbreitung. Über seine Ballonfahrten, zum Beispiel über den Brenner, schrieb er auch einige Veröffentlichungen und hielt zahlreiche öffentliche Vorträge, zum Beispiel Im Firnenglanz des Ober-Engadin oder Über moderne Luftschiffahrt und ihre Bedeutung für die Erdkunde.
Edgar Härtel wurde krankheitsbedingt vorzeitig aus dem Kriegsdienst entlassen und starb 44-jährig im Oktober 1915 an einem Nervenleiden nach einem Kuraufenthalt in Bad Nauheim.

## Ehrungen
- Albrechtsorden 1. Klasse
- Zwei Silbermedaillen für seine Leistungen auf dem Gebiete der Ballonphotographie in Paris
- Silbermedaille bei Fotoausstellung in Mailand
- Ehrenmitglied des Verbandes deutscher Modellflugvereine (Januar 1915)

## Nachlass
Einige seiner Luftaufnahmen, die Härtel während seiner Ballonfahrten und Flüge mit Flugzeugen vor dem Ersten Weltkrieg anfertigte, befinden sich in der Sammlung Ernst Wandersleb im Archiv des Leibniz-Instituts für Länderkunde in Leipzig.